# Arabo-Canadiens
Les Arabo-Canadiens sont citoyens canadiens s'identifiant comme étant membre de la minorité visible « Arabe ». 
Selon le recensement de 2011,  380 620 Canadiens étaient arabes.La plupart des Canadiens se déclarant d'origine arabe résident dans la province francophone du Québec. Ils sont surtout d'origine maghrébine et libanaise. Cela est dû au passé colonial de plusieurs pays arabes qui étaient des colonies françaises et beaucoup de gens ont le français comme première ou deuxième langue en plus de l'arabe.

## Histoire
L'immigration arabe au Canada a commencé en 1882 avec l'arrivée du premier immigrant arabe à Montréal nommé Abraham Bounadere (né Ibrahim Abu Nadir) du Liban. Les premiers immigrants arabes étaient principalement et presque exclusivement du Liban et de la Syrie.

## Démographie

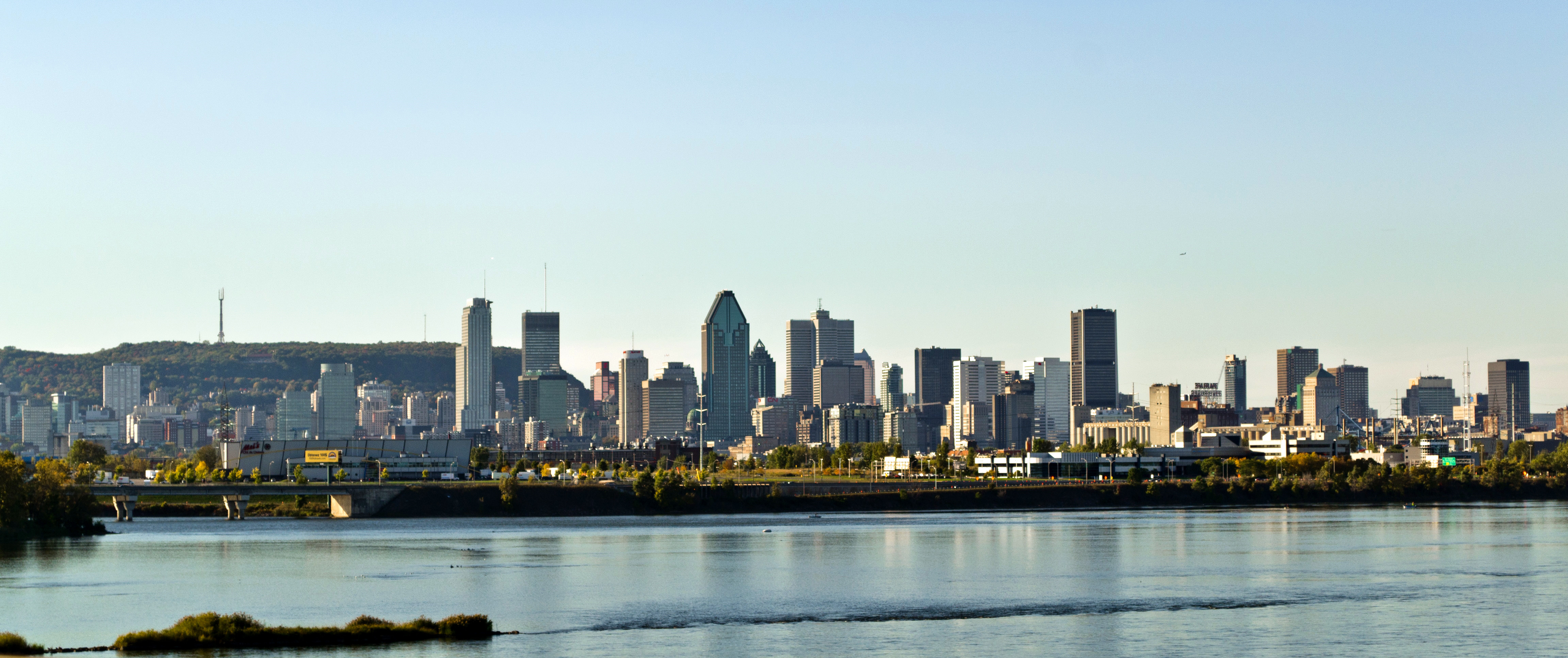
Montréal, la plus grande ville au Québec, compte une importante population arabe.

| Province ou territoire    | En 2011 | En 2011                        | En 2016 | En 2016                        |
| Province ou territoire    | Nombre  | Proportion des Arabo-Canadiens | Nombre  | Proportion des Arabo-Canadiens |
| ------------------------- | ------- | ------------------------------ | ------- | ------------------------------ |
| Canada                    | 380 620 | 100 %                          | 523 235 | 100 %                          |
| Québec                    | 166 260 | 43.68 %                        | 213 740 | 40.85 %                        |
| Ontario                   | 151 645 | 39.88 %                        | 210 440 | 40.22 %                        |
| Alberta                   | 34 920  | 9.17 %                         | 56 695  | 10.84 %                        |
| Colombie-Britannique      | 14 090  | 3.7 %                          | 19 840  | 3.79 %                         |
| Nouvelle-Écosse           | 6 285   | 1.65 %                         | 8 110   | 1.55 %                         |
| Manitoba                  | 3 240   | 0.93 %                         | 5 030   | 0.96 %                         |
| Saskatchewan              | 2 095   | 0.55 %                         | 4 300   | 0.82 %                         |
| Nouveau-Brunswick         | 1 380   | 0.36 %                         | 2 960   | 0.57 %                         |
| Terre-Neuve-et-Labrador   | 370     | 0.1 %                          | 1 375   | 0.26 %                         |
| Île-du-Prince-Édouard     | 200     | 0.05 %                         | 585     | 0.11 %                         |
| Territoires du Nord-Ouest | 110     | 0.03 %                         | 105     | 0.02 %                         |
| Nunavut                   | 15      | 0 %                            | 40      | 0.01 %                         |
| Yukon                     | 0       | 0 %                            | 10      | 0 %                            |

### Origine nationale
| Pays d'origine      | Nombre  |
| ------------------- | ------- |
| Liban               | 190 275 |
| Égypte              | 73 250  |
| Maroc               | 71 910  |
| Irak                | 49 680  |
| Algérie             | 49 110  |
| Syrie               | 40 840  |
| Palestine           | 31 245  |
| Soudan              | 16 595  |
| Jordanie            | 9 425   |
| Arabie saoudite     | 7 955   |
| Koweït              | 2 240   |
| Libye               | 5 515   |
| Émirats arabes unis | 2 540   |
| Tunisie             | 15 125  |
| Yémen               | 3 945   |
| D'autres pays       | 13.511” |